# Nemobius
A Nemobius a Trigonidiidae rendszertani család egyik neme. Az ide tartozó fajok Eurázsiában, Afrikában, Észak- és Dél-Amerikában élnek.

## Fajok
A genusba 8 faj tartozik. Magyarországon a védett erdei tücsök képviseli.
1. Nemobius australis Walker, 1869
2. Nemobius grandis Holdhaus, 1909
3. Nemobius interstitialis Barranco, Gilgado & Ortuño, 2013
4. Nemobius karnyi Chopard, 1925
5. Nemobius piracicabae Piza, 1968
6. Nemobius strigipennis Chopard, 1928
7. Nemobius sylvestris (Bosc, 1792) - erdei tücsök (típusfaj)
8. Nemobius varius (Afzelius & Brannius, 1804)